# Asje van Dijk
Jan Willem Asje (Asje) van Dijk (Rijssen, 18 april 1955) is een Nederlands voormalig Tweede Kamerlid voor het CDA en oud-burgemeester van Barneveld. Sinds 1 oktober 2020 is hij voorzitter van de Huurcommissie.

## Biografie

### Jeugd en opleiding
Van Dijk is geboren in Rijssen en ging van 1969 tot 1975 naar de havo in Nijverdal en het vwo in Almelo. Hij studeerde van 1975 tot 1982 aan de Vrije Universiteit Amsterdam en behaalde in 1981 zijn kandidaats in economie en in 1982 zijn doctoraal in politicologie. Van 1976 tot 1977 vervulde hij zijn militaire dienstplicht en schopte het uiteindelijk tot pelotonscommandant bij de cavalerie. Tijdens zijn studie was hij actief als secretaris van de ARJOS afdeling Amsterdam, de politieke jongerenorganisatie van de ARP en later als voorzitter van het CDJA afdeling Amsterdam/Amstelveen, de politieke jongerenorganisatie van het CDA.

### Loopbaan
Van Dijk was van 1982 tot 1986 wetenschappelijk medewerker bij de vakgroep politicologie van de Vrije Universiteit Amsterdam en promoveerde in 1986 in de sociale wetenschappen. Van 1986 tot 1993 was hij beleidsmedewerker en later afdelingshoofd bij de directie Algemeen Technologiebeleid van het ministerie van Economische Zaken. Van 1993 tot 1994 was hij namens het CDA lid van de Tweede Kamer der Staten-Generaal. In de Kamer was hij woordvoerder technologiebeleid. Van Dijk kwam in 1994 op de 60e en dus onverkiesbare plaats op de kandidatenlijst bij de Tweede Kamerverkiezingen 1994. Daarnaast was hij in deeltijd van 1987 tot 1988 universitair docent bestuurskunde aan de Universiteit van Amsterdam en van 1989 tot 1997 universitair hoofddocent bestuur van de publieke sector aan de Erasmus Universiteit Rotterdam.
Van Dijk was van 1994 tot 2003 organisatieadviseur en later directeur-grootaandeelhouder van organisatieadviesbureau Van de Bunt in Amsterdam. Van 2003 tot 2011 was hij lid van de Gedeputeerde Staten van Zuid-Holland. Van 2003 tot 2007 had hij in zijn portefeuille ruimtelijke ordening, volkshuisvesting en economische zaken en vanaf 2007 verkeer, vervoer en economische ontwikkeling. Hij werd tussen juli 2007 en januari 2008 tijdelijk vervangen als gedeputeerde vanwege een hartoperatie, die met complicaties gepaard ging. Keerde in januari 2008 in deeltijd (drie dagen per week) terug en in april 2008 voltijds. Op 26 mei 2011 werd hij onderscheiden tot ridder in de Orde van Oranje-Nassau.
Van Dijk werd per 8 december 2011 burgemeester van Barneveld. Op 12 juni 2020 kondigde hij zijn vertrek aan en vertrok uiteindelijk per 1 februari 2021. Op 29 september 2020 werd hij, met ingang van 1 oktober 2020, benoemd tot voorzitter van de Huurcommissie.

### Persoonlijk
Van Dijk is getrouwd, heeft een dochter en zoon en is hervormd.
- Parlement.com: vg09llpm1esx